# Wuri (Taichung)
Wuri (chinesisch 烏日區 / 乌日区, Pinyin Wūrì Qū) ist ein Bezirk (區,  Qū) der Stadt Taichung auf Taiwan, Republik China.

## Beschreibung
Wuri liegt an der Südwestgrenze des Stadtgebiets von Taichung. Die südliche Bezirksgrenze wird zum größten Teil vom Fluss Dadu oder Dadu Xi (大肚溪,  Dàdù Xī), dem letzten Abschnitt des Wuxi (烏溪,  Wū Xī), gebildet. Ein kleiner südlicher Abschnitt des Bezirks liegt jedoch noch südlich des Dadu-Flusses. Die Höhe über dem Meeresspiegel variiert zwischen 30 und 200 Metern und nimmt von Süden nach Norden zu. Das nördliche Gebiet (溪北,  Xīběi) ist hügelig, während der Süden (溪南,  Xīnán) Teil der Flussebene des Dadu Xi ist. Die angrenzenden Bezirke sind im Osten Wufeng und Dali, im Norden der Südbezirk und der Bezirk Nantun der historischen Kernstadt von Taichung, sowie im Westen Dadu. Im Landkreis Changhua liegen angrenzend auf dem anderen Ufer des Dadu Xi die Stadt Changhua und weiter südöstlich die Gemeinde Fenyuan.

## Geschichte
Die Herkunft des Ortsnamens Wuri ist unklar – möglicherweise handelt es sich um die chinesische Transliteration eines Begriffs aus der Pingpu-Sprache. Die ersten han-chinesischen Einwanderer vom Festland erreichten Wuri gegen Ende der Herrschaftszeit Kangxis. Sie kamen aus dem Gebiet von Nanjing (heute Zhangzhou, Provinz Fujian). Weitere Einwanderungswellen unter den Kaisern Yongzheng und Qianlong folgten. Die autochthonen austronesischen Bewohner des Gebiets wurden nach und nach assimiliert oder weiter nach Osten abgedrängt. Zur Zeit der japanischen Herrschaft (1895–1945) wurde Wuri 1920 als Dorf organisiert (烏日庄,  Wūrì Zhuāng). Nach Übernahme Taiwans durch die Republik China 1945 entstand daraus die Landgemeinde Wuri (烏日鄉,  Wūrì Xiāng) im neu gebildeten Landkreis Taichung. Die Landgemeinde war anfänglich in 15 Dörfer (村,  Cūn) unterteilt. Zum 25. Dezember 2010 wurden Stadt und Landkreis Taichung vereinigt und Wuri erhielt den Status eines Stadtbezirks (區,  Qū).

## Bevölkerung
Zuverlässige Bevölkerungszahlen existieren seit etwa Anfang des 20. Jahrhunderts. Im Jahr 1915 betrug die Einwohnerzahl 7.827 Personen und stieg bis 1941 auf 14.680 an. Nach dem Zweiten Weltkrieg kam es zu einer sprunghaften Bevölkerungszunahme durch die Flüchtlinge vom Festland und durch die zunehmende Industrialisierung. 1951 hatte Wuri 20.025 Einwohner, Ende August 2015 72.203 und Ende März 2020 75.689. Im August 2020 lebten 946 Angehörige indigener Völker in Wuri (ca. 1,2 % Bevölkerungsanteil), darunter 388 Paiwan, 276 Amis, 98 Bunun und 81 Atayal.
Im Jahr 2020 wohnten fast die Hälfte der Einwohner in den drei Ortsteilen Jiude, Wuri und Rende.

## Verwaltungsgliederung
| Gliederung von Wuri |
|                     |

Wuri ist in 16 Ortsteile (里, Li) unterteilt:
1 Rongquan (榮泉里)

2 Sanhe (三和里)

3 Xuetian (學田里)

4 Huri (湖日里)

5 Wuri (烏日里)

6 Jiude (九德里)

7 Rende (仁德里)

8 Qianzhu (前竹里)

9 Wuguang (五光里)

10 Guangming (光明里)

11 Xiju (溪埧里)

12 Dongyuan (東園里)

13 Luotan (螺潭里)

14 Beili (北里里)

15 Nan (南里里)

16 Xiwei (溪尾里)

## Wirtschaft
Der Anteil der in der Landwirtschaft tätigen Erwerbspersonen fiel zwischen 1946 und 1993 von 73 auf unter 20 Prozent und parallel dazu stieg der Anteil der in der Industrie Beschäftigten auf 45,9 Prozent. Die Landwirtschaft spielt nach wie vor eine gewisse Rolle. Neben dem traditionell dominierenden Reisanbau sind zunehmend Spezialprodukte wie Tomaten (Ernte Oktober bis März) und der Zierpflanzenbau (Flamingoblumen) von Bedeutung. Auch die Geflügelhaltung spielt eine Rolle. Die anfänglichen Industrien konzentrierten sich auf die Verarbeitung landwirtschaftlicher Produkte (Zucker, Reis). Nach 1945 kam die Textilindustrie, Sand- und Kiesfabriken etc. hinzu. Überregional bekannt ist die Brauerei von Wuri (烏日啤酒廠, Marke Taiwan Beer), die seit 1966 in Betrieb ist.

## Verkehr

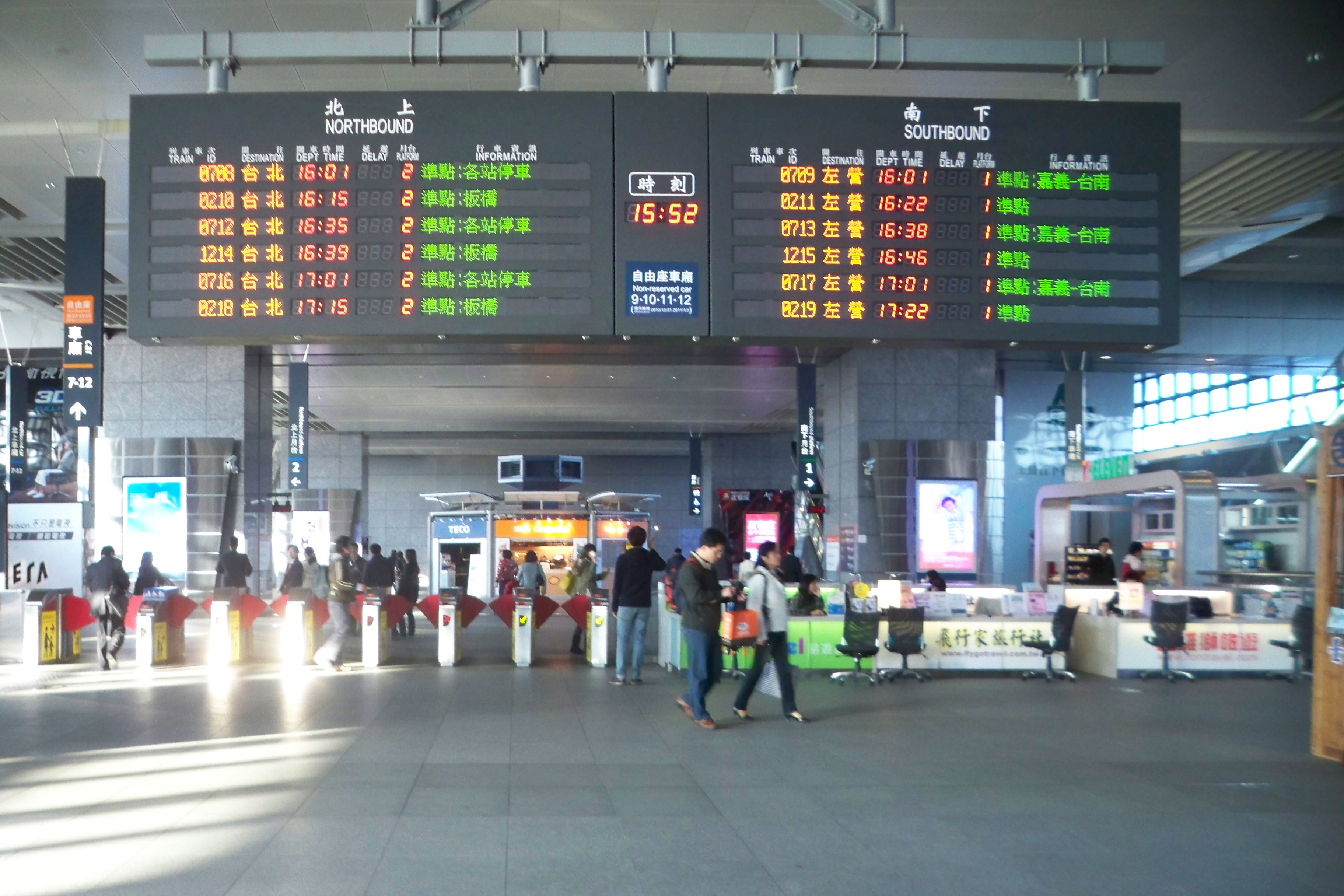
Im Inneren des THSR-Bahnhofs

Verkehrsmäßig ist Wuri sehr intensiv erschlossen. Zwei Autobahnen durchqueren den Bezirk: die Nationalstraße 1, die von Norden kommend nach Westen abbiegt und dabei die Ortsteile Xuetian, Sanhe und Rongquan durchquert, und die Nationalstraße 3, die von Changhua kommend den Dadu Xi überquert und in geschwungenem Verlauf durch die Ortsteile Luotan, Dongyuan und Xiju verläuft. Die Provinz-Schnellstraße 74 kommt von Norden, zieht durch das Zentrum Wuris und verläuft dann weiter in Richtung Südwesten nach Changhua. Die Provinzstraße 1乙 (1B) bietet im nördlichen Bereich eine West-Ost-Verbindung und die Kreisstraße 127 stellt im östlichen Abschnitt eine Nord-Süd-Verbindung dar. Wuri weist drei Haltebahnhöfe der Taiwanischen Eisenbahn auf (Wuri, Xinwuri und Chenggong). Außerdem hat die Taiwanische Hochgeschwindigkeitsbahn (THSR) hier ihren einzigen Halt in Taichung, womit der Ort einen wichtigen Eisenbahnknotenpunkt darstellt.

## Besonderheiten
In Wuri gibt es (Stand 2019) 31 Tempel verschiedener Glaubensrichtungen mit 16 Haupt-Gottheiten. Davon sind sieben Tudigong, sechs der Meeresgöttin Mazu, drei Wangye, je zwei Siddhartha Gautama und Guanyin, und die übrigen weiteren 11 verschiedenen Gottheiten des chinesischen Volksglaubens gewidmet. Der älteste Tempel ist der buddhistische Fuyuantang (福源堂,  Fúyuán táng) in Wuguang, der während der Jiaqing-Zeit der Qing-Dynastie gegründet wurde.
In Sanhe befindet sich die Chengkungling-Militärbasis (成功嶺營區 ), ein größerer Stützpunkt und ein Ausbildungslager der Landstreitkräfte der Republik China. Der Militärbasis ist ein kleines militärhistorisches Museum angeschlossen.

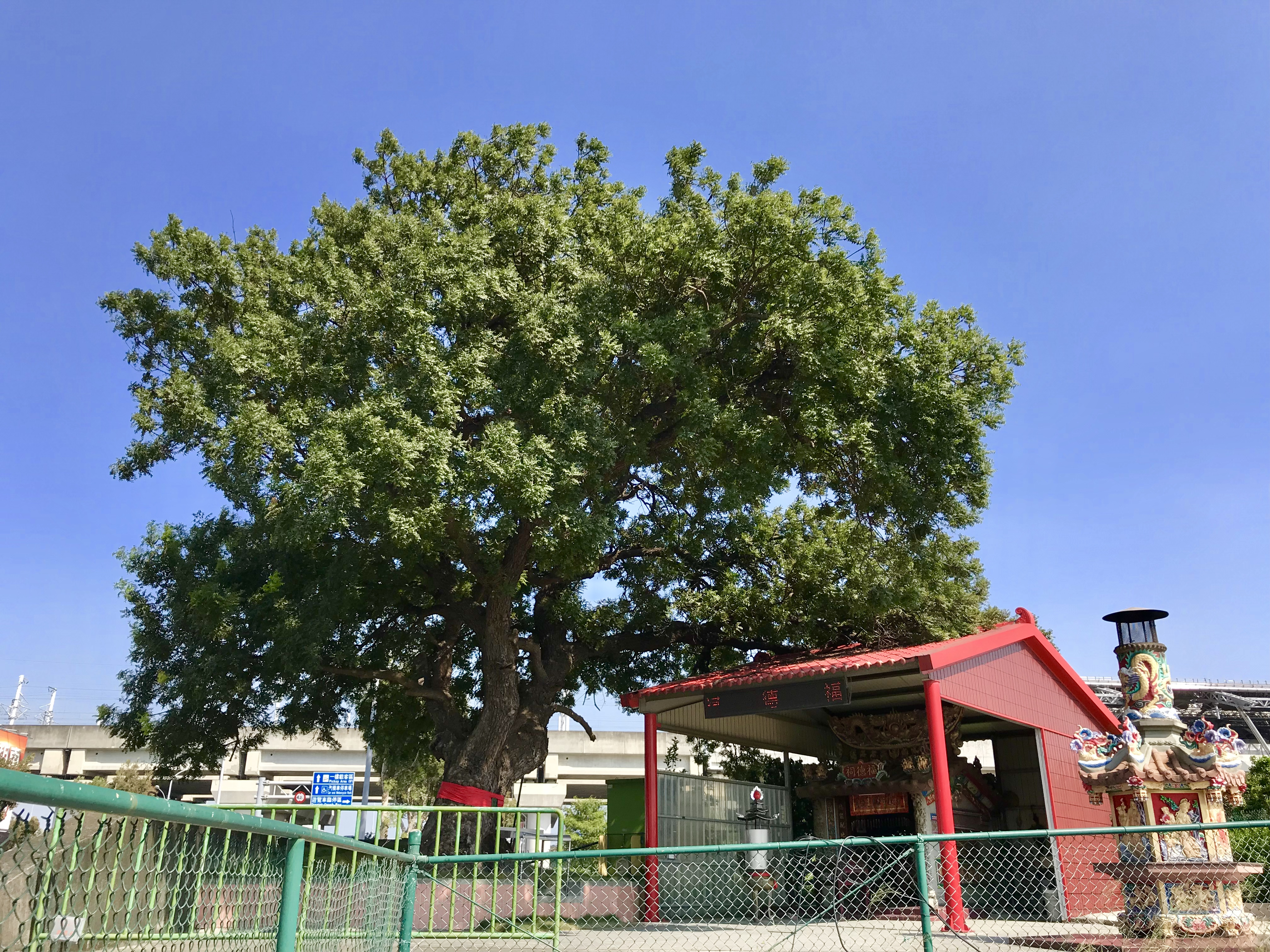
Kleiner Tudigong-Tempel in Sanhe mit Pistazienbaum (Pistacia chinensis)
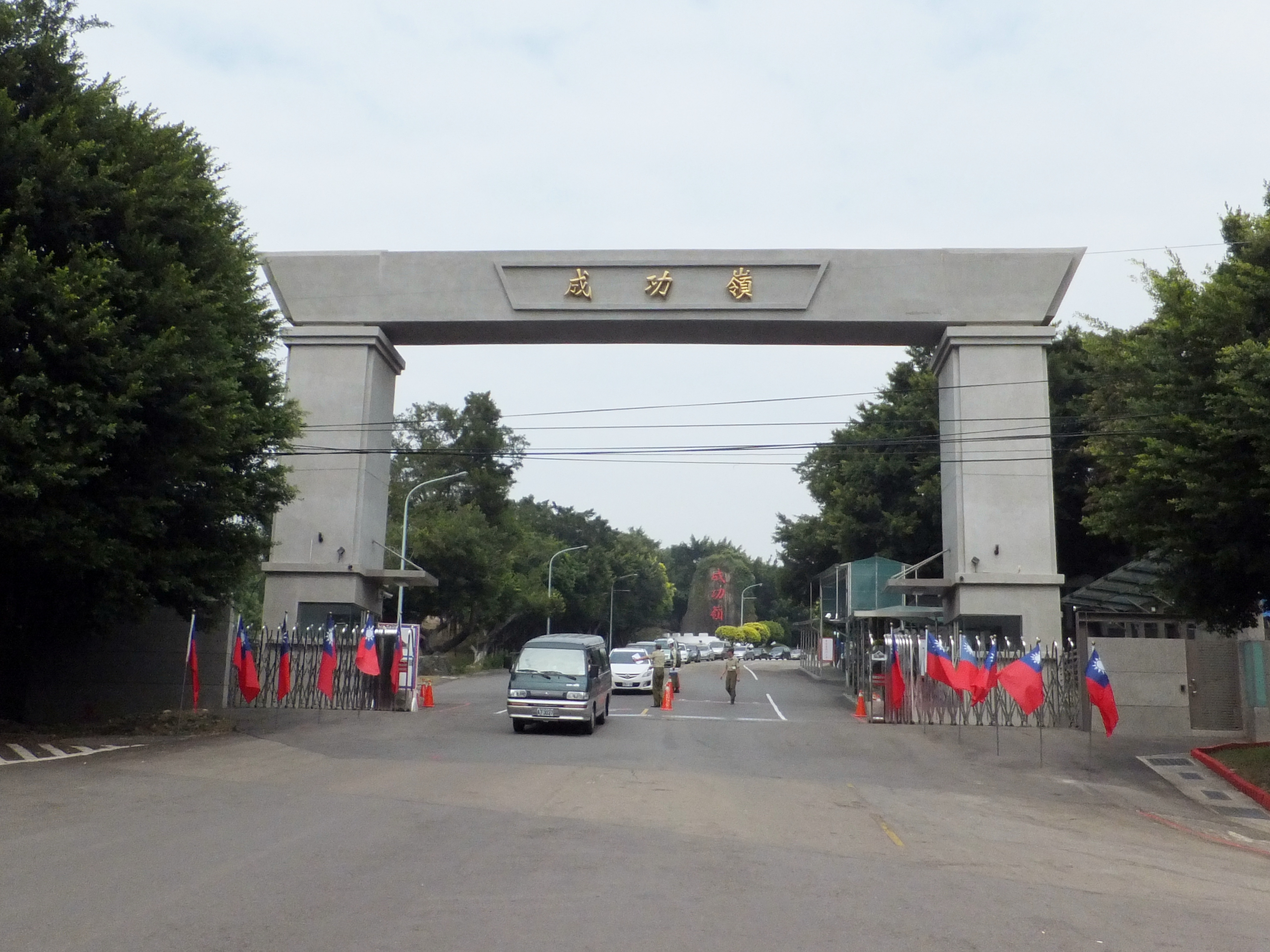
Einfahrt zur Chengkungling-Militärbasis
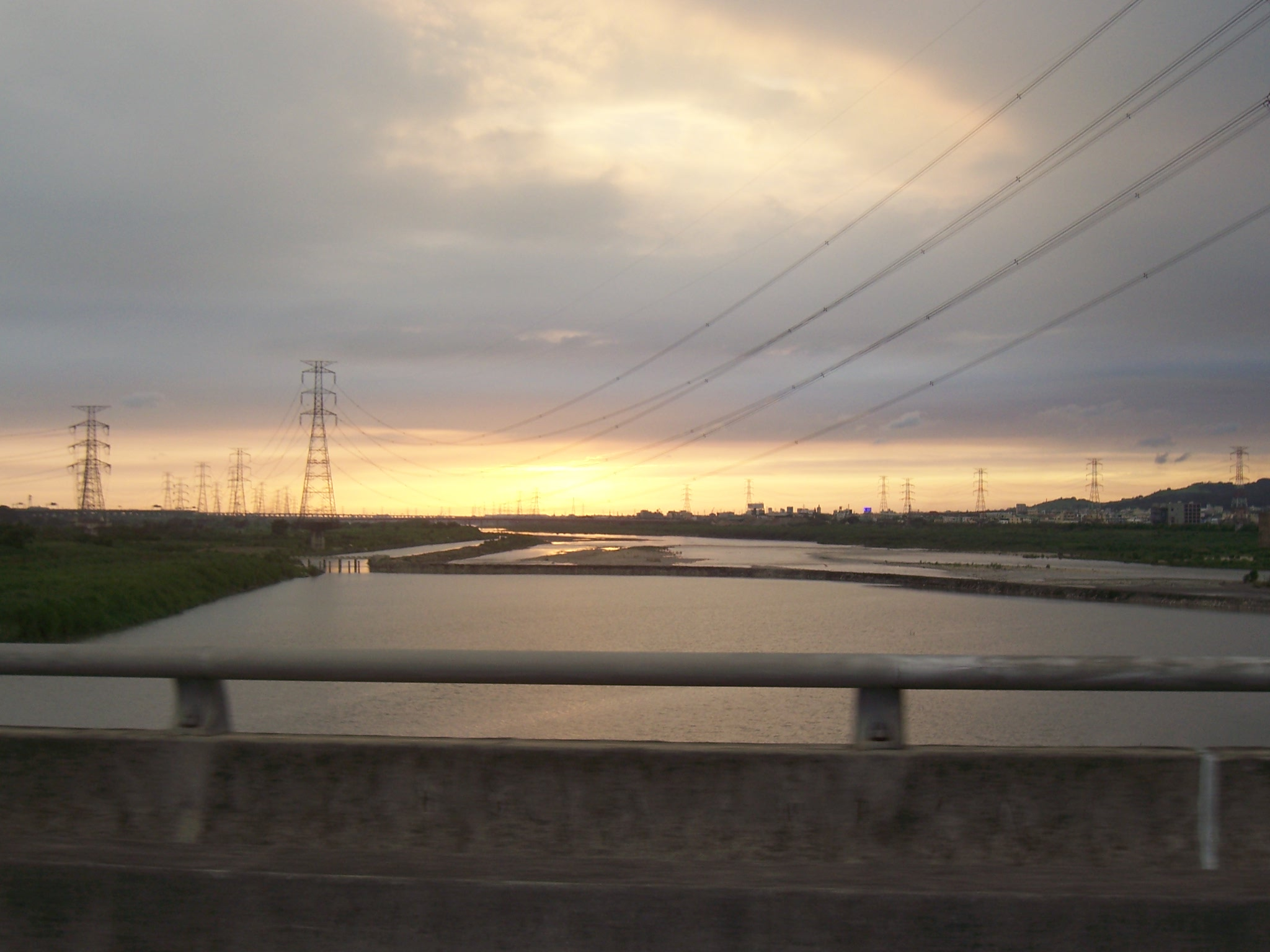
Ansicht des Dadu Xi in der Abenddämmerung